# Empecta semicribrosa
Empecta semicribrosa är en skalbaggsart som beskrevs av Leon Fairmaire 1899. Empecta semicribrosa ingår i släktet Empecta och familjen Melolonthidae. Inga underarter finns listade i Catalogue of Life.